# 尼尔保佐尼
尼尔保佐尼，是匈牙利索博尔奇-索特马尔-贝拉格州所辖的一个村。总面积15.05平方公里，总人口3458，人口密度229.8人/平方公里（2011年1月1日）。